# Sälzer Weg
Der Sälzer Weg, auch Sälzerweg,  war eine Salzhandelsstraße in Hessen, die die Salzgewinnungsstadt Bad Sooden-Allendorf mit dem Rheingau verband. Heute ist der Sälzer Weg ein Wanderweg.

## Geschichte
Zahlreiche archäologische Funde belegen eine Nutzung des Sälzer Wegs als Handelsstraße schon lange vor Christi Geburt.
Auf dem Sälzer Weg wurde Salz aus Bad Sooden-Allendorf, anschließend am Südende des Meißners entlang über Hessisch Lichtenau durch den Riedforst zunächst nach Melsungen transportiert. Dort fand der Sälzer Weg Anschluss an die Handelsstraße Nürnberger Straße und die Handels- und Heeresstraße Durch die langen Hessen. Ein Zweig bog in Treysa von den Langen Hessen nach Westen ab und führte über die Gilserberger Höhen, Heimbach und Wohra nach Mellnau und weiter nach Westen.
Die Fuhrleute, die auf der Handelsstraße mit handgezogenen Karren und auf Eseln das Soodener Salz auslieferten, hießen Sälzer oder Hainer. Sie stammten meist aus den Dörfern des Hains, was bedeutet, dass sie aus dem für den Ackerbau ungünstigen Berggegend zwischen Meißner und Bad Sooden-Allendorf kamen.
Besonders viele Fuhrleute stammten aus den Dörfern Orferode, Kehrenbach, Dudenrode, Hilgershausen, Hitzerode, Frankershausen und Frankenhain.
Die Fuhrleute mussten bei jeder Fuhre Salz, die sie von Bad Sooden-Allendorf abholten, für den Betrieb der Salzwerke eine Fuhre Holz mitbringen. Nachdem gegen Ende des 16. Jahrhunderts die Braunkohlewerke am Hohen Meißner in Betrieb genommen wurden und man diese Kohle nunmehr zum Sieden des Salzes verwendete, wurde amtlich bestimmt, dass jeder Sälzer für eine Pfanne Salz, die er abholen wollte, zunächst 12 Maß Kohlen gegen billigen Fuhrlohn anfahren musste. Später brachten die Fuhrleute auf ihrem Rückweg Wein vom Rhein mit. Es entstand ein blühender Handel mit Wein in den Dörfern Orferode, Hitzerode, Wellingerode, Abterode, Weidenhausen und Allendorf. Im 19. Jahrhundert machten die Weinhandlungen in der Casselischen Policey- und Commercien Zeitung bekannt, dass der Kurfürst „sie von der Abgabe der Niederlagensteuer befreit habe und sie deshalb mit den auswärtigen Weinhändlern gleiche Preise behalten könnten“.
Mit dem Beitritt von Kurhessen zum Deutschen Zollverein im Januar 1834 trat eine andere Art der Salzbesteuerung ein und somit auch eine höhere Abgabe der Fuhrleute. Die Fuhrleute stellten sich daher auf den Hausierhandel um und zogen mit Walnüssen, Bohnen, gedörrtem Obst und Limburger Käse kreuz und quer durch Deutschland. Der Sälzer Weg verlor damit seine frühere Bedeutung als Handelsstraße und wird heute nur noch partiell als Wanderweg oder Teil des Kunstwanderwegs Ars Natura genutzt.